# Aeroportul Paradise River
Aeroportul Paradise River (IATA: YDE) este un aeroport din Newfoundland și Labrador, Canada.
Situat la o altitudine de 22 m, aeroportul dispune de o singură pistă.